# Gaujiena
Gaujiena (in tedesco Adsel) è un villaggio della Lettonia situato lungo il fiume Gauja e compreso amministrativamente nella parrocchia omonima, nella municipalità di Smiltene. In epoca basso-medievale, fu sede di una commanderia dei cavalieri teutonici, i quali vi edificarono anche un castello nel XIII secolo. Tuttavia, la struttura cadde in rovina nel XVIII secolo.